# Toksiferin
Toksiferin je kurare toksin. On je antagonist nikotinskog acetilholinskog receptora.
On je mišićni relaksant koji uzrokuje paralizu skeletalnih mišića, koja traje oko dva sata pri umerenim dozama, i 8 sati totalne paralize pri dvadeset puta većoj dozi.

## Literatura
- The Alkaloids: v. 1: A Review of Chemical Literature (Specialist Periodical Reports). Cambridge, Eng: Royal Society of Chemistry. 1971.  0-85186-257-8.